# East Japan Railway Company
East Japan Railway Company  (東日本旅客鉄道株式会社 Higashi-Nihon Ryokaku Tetsudō Kabushiki-gaisha) (TYO: 9020
) er japansk jernbaneselskab og et af syv selskaber grupperet i Japan Railways Group. Virksomhedsnavnet forkortes officielt JR East på engelsk og  (JR東日本 JR Higashi-Nihon) på japansk. Koncernens hovedkvarter er i Yoyogi i Shibuya i Tokyo. JR East havde 73.017 ansatte pr. 31. marts 2013. I alt havde JR East 6,169 mia. passagerer i 2008, som kørte 130,5 mia. passagerkilometer.

## Historie
JR East blev etableret 1. april 1987, efter at være blevet fraspaltet det statsejede Japanese National Railways (JNR). Fraspaltningen var af navn en privatisering, men virksomheden var 100 % ejet af det statsejede JNR Settlement Corporation gennem flere år. I 2002 blev selskabet endegyldigt solgt til private investorer.
Efter opsplitningen af af JNR, så driver JR East jernbanelinjer i Stortokyo-området og Tōhoku-regionen.

## Stationer
De travleste jernbanestationer målt på antal JR East-passagerer (2011) i JR East-netværket var:
1. Shinjuku Station (734.154) (verdens travleste trafikknudepunkt)
2. Ikebukuro Station (544.762)
3. Shibuya Station (402.766)
4. Yokohama Station (394.900)
5. Tokyo Station (380.997)
6. Shinagawa Station (323.893)
7. Shimbashi Station (243.890)
8. Omiya Station (235.744)
9. Akihabara Station (230.689)
10. Takadanobaba Station (199.741)

## Datterselskaber
- Higashi-Nihon Kiosk - sælger aviser, drikkevarer og andet i kiosker på jernbanestationer og driver desuden Newdays nærbutikskæden
- JR Bus Kantō / JR Bus Tōhoku - intercity buskørsel
- Nippon Restaurant Enterprise - tilbyder bentō madpakker på toge og på jernbanestationer
- Tokyo Monorail - (70 % ejerandel)

## Sponsorater
JR East er medsponsor af JEF United Ichihara Chiba J-League fodboldklubben, som blev skabt ved en fusion af JR East og Furukawa Electric fodboldklubberne.